# Xã Harrison, Quận Pickaway, Ohio
Xã Harrison (tiếng Anh: Harrison Township) là một xã thuộc quận Pickaway, tiểu bang Ohio, Hoa Kỳ. Năm 2010, dân số của xã này là 7.593 người.